# La protesta del silenzio
La protesta del silenzio (Amazing Grace and Chuck) è un film del 1987. In Inghilterra il titolo è "Silent Voice". Si tratta del primo film a Hollywood del regista britannico Mike Newell.

## Trama
In una cittadina del Montana Chuck Murdock, un ragazzino di 12 anni, dopo aver visitato un deposito di missili nucleari, per protesta decide di non giocare nella propria squadra di baseball fino a quando i missili non verranno smantellati. La sua protesta causa la sospensione del campionato giovanile di baseball e viene imitata anche da Amazing Grace Smith, un giocatore professionista di pallacanestro, che si dimette dalla sua squadra. L'apice viene raggiunto quando il clamore dell'iniziativa giunge all'orecchio del presidente americano.